# Weltmeisterschaften der Rhythmischen Sportgymnastik 1996
Die 20. Weltmeisterschaften der Rhythmischen Sportgymnastik fanden 1996 in Budapest, Ungarn statt.

## Ergebnisse

### Gruppe-Mehrkampf
| Rang | Nation    | Athletin                                                                                     |
| ---- | --------- | -------------------------------------------------------------------------------------------- |
| 1    | Bulgarien | Ina Deltschewa Walentina Kewlijan Marija Kolewa Maja Tabakowa Iwelina Talewa Wjara Wataschka |
| 2    | Spanien   |                                                                                              |
| 3    | Belarus   |                                                                                              |

### Gruppe-Mehrkampf mit einem Gerät
| Rang | Nation   | Athletin                                                                                     |
| ---- | -------- | -------------------------------------------------------------------------------------------- |
| 1    | Spanien  | Marta Baldó Nuria Cabanillas Estela Giménez Tania Lamarca Estibaliz Martinez Lorena Guréndez |
| 2    | Russland |                                                                                              |
| 3    | Belarus  |                                                                                              |

### Gruppe-Mehrkampf mit zwei Geräten
| Rang | Nation   | Athletin |
| ---- | -------- | -------- |
| 1    | Belarus  |          |
| 2    | Russland |          |
| 3    | Ukraine  |          |

### Ball
| Rang | Nation    | Athletin              |
| ---- | --------- | --------------------- |
| 1    | Ukraine   | Kateryna Serebrjanska |
| 2    | Belarus   | Laryssa Lukjanenka    |
| 2    | Bulgarien | Marija Petrowa        |
| 2    | Russland  | Amina Saripowa        |

### Band
| Rang | Nation   | Athletin            |
| ---- | -------- | ------------------- |
| 1    | Ukraine  | Olena Witrytschenko |
| 2    | Russland | Jana Batirschina    |
| 3    | Belarus  | Jewgenia Pawlina    |

### Keulen
| Rang | Nation    | Athletin            |
| ---- | --------- | ------------------- |
| 1    | Russland  | Amina Saripowa      |
| 2    | Ukraine   | Olena Witrytschenko |
| 3    | Bulgarien | Marija Petrowa      |

### Seil
| Rang | Nation    | Athletin              |
| ---- | --------- | --------------------- |
| 1    | Belarus   | Laryssa Lukjanenka    |
| 2    | Ukraine   | Kateryna Serebrjanska |
| 3    | Bulgarien | Diana Popowa          |

### Medaillenspiegel
| Rang | Nation    | Gold | Silber | Bronze | Gesamt |
| ---- | --------- | ---- | ------ | ------ | ------ |
| 1    | Ukraine   | 2    | 2      | 1      | 5      |
| 2    | Belarus   | 2    | 1      | 3      | 6      |
| 3    | Russland  | 1    | 4      | -      | 4      |
| 4    | Bulgarien | 1    | 1      | 3      | 5      |
| 5    | Spanien   | 1    | 1      | -      | 2      |